# Eucyclopera chorion
Eucyclopera chorion är en fjärilsart som beskrevs av Dyar 1917. Eucyclopera chorion ingår i släktet Eucyclopera och familjen björnspinnare. Inga underarter finns listade i Catalogue of Life.